# Charles Schepens
Charles Schepens (Moeskroen, 13 maart 1912 - Nahant (Massachusetts), 28 maart 2006) was een Belgische verzetsstrijder tijdens de Tweede Wereldoorlog, die tevens wordt beschouwd als grondlegger van de moderne oogchirurgie.
Schepens werd geboren als zoon van een huisarts en studeerde geneeskunde in Gent. Bij het uitbreken van de Tweede Wereldoorlog nam hij vrijwillig dienst als medisch officier bij de Belgische luchtmacht. Na de capitulatie van het Belgisch leger koos hij de kant van het verzet. Schepens' dokterspraktijk deed dienst als onderduikadres en als "postkantoor" van waaruit geheime informatie werd verstuurd.
Meer dan eens ontsnapte hij op het nippertje aan de nazi's. Toen hij een buslading geallieerde piloten het land uit wilde smokkelen, werd hij opgepakt door de Gestapo, maar tot zijn eigen verbazing na tien dagen weer vrijgelaten. Tegen het advies van zijn medestanders in vluchtte Schepens niet naar Engeland, maar zette hij de strijd verder. Pas toen hij in 1942 vernam dat de Duitsers hem weer op het spoor waren, reisde hij naar Parijs, waar hij de naam Jacques Perot aannam.
Langzaam trok Schepens verder zuidelijker in Frankrijk. Hij sloot zich aan bij het verzet in Vichy en kocht in het Pyreneeëndorpje Mendive een houtzagerij waar hij een goed draaiende onderneming van maakte. Schepens werkte zo nauw samen met de Duitsers dat de plaatselijke bevolking hem een collaborateur waande. In werkelijkheid was zijn bedrijf de perfecte dekmantel voor een ingenieuze ontsnappingsroute. Via de kilometerslange kabelbaan van de houtzagerij smokkelde hij met de hulp van een herder minstens honderd mensen de bergen over tot in Spanje. Onder hen belangrijke rijke Belgische verzetslui en zelfs regeringsfunctionarissen. Nadat een gefolterde medestander zijn clandestiene operaties had verklapt, stond de Gestapo op een ochtend bij Schepens aan de deur. Hij zag echter de kans om weg te vluchten richting Spanje. Via Spanje kon hij uiteindelijk Engeland bereiken. Zijn vrouw en kinderen, die onder huisarrest stonden, wisten ook te ontsnappen en negen maanden later leefde het gezin herenigd in Londen.
Na de oorlog emigreerde Schepens naar de Verenigde Staten, waar hij naam maakte als oogchirurg. Hij vond allerlei medische instrumenten uit die vandaag nog worden gebruikt. Van sommige apparaten heeft hij in oorlogstijd experimentele versies gemaakt met onderdelen van vliegtuigen en bommen. Door een van zijn uitvindingen is de slaagkans van een heraanhechting van het netvlies tot 90 procent gestegen. Het grootste onderzoekscentrum voor oogziekten, verbonden aan de gerenommeerde Harvard-universiteit, draagt zijn naam.
Schepens was steeds bescheiden over zijn verzetsdaden en wimpelde alle lof af. Hij liep ook niet te koop met de Belgische en Franse onderscheidingen die hij na de bevrijding kreeg. Enkele dagen voor zijn dood speldde de Franse consul-generaal hem nog het Legioen van Eer op.
Charles Schepens stierf op 94-jarige leeftijd aan een hartaanval.
- Bibliothèque nationale de France: cb136184167 (data)
- CiNii: DA01655297
- International Standard Name Identifier: 0000 0000 3309 6919
- Library of Congress Control Number: n80013221
- Nationale Bibliotheek van Israël: 987007315760405171
- Nederlandse Thesaurus van Auteursnamen: 07399877X
- SNAC: w6cw2dv4
- Système universitaire de documentation: 073933872
- Virtual International Authority File: 29707677
- WorldCat: E39PBJcKPc8hv4r3bfPP7Ct9Xd